# Afroedura loveridgei
Afroedura loveridgei — вид геконоподібних ящірок родини геконових (Gekkonidae). Ендемік Мозамбіку. Вид названий на честь британського герпетолога Артура Лавріджа.

## Опис
Тіло (не враховуючи хвоста) сягає 4-5 см завдовжки.

## Поширення і екологія
Afroedura loveridgei мешкають в долині річки Замбезі в провінціях Тете і Маніка. Вони живуть в тріщинах серед скель.